# Aricoris middletoni
Aricoris middletoni is een vlindersoort uit de familie van de prachtvlinders (Riodinidae), onderfamilie Riodininae.
Aricoris middletoni werd in 1890 beschreven door Sharpe.